# Émeric Deutsch
Pour les articles homonymes, voir Deutsch.
Émeric Deutsch (Budapest, 1924 - Israël, 6 septembre 2009) est un sociologue[réf. nécessaire], psychanalyste juif français d'origine hongroise, dont l'influence marque la communauté juive française.

## Éléments biographiques
Émeric Deutsch est né en 1924 à Budapest, en Hongrie. Du côté maternel, il descend du Hatam Sofer.
Il étudie dans des yeshivot en Hongrie.

### Seconde Guerre mondiale
Durant la Seconde Guerre mondiale, il est embrigadé dans la section du travail forcé de l'armée hongroise. Il s'en évade. Il s'engage alors dans la résistance juive. Il est arrêté et torturé. Il réussit de nouveau à s'évader.

### Venue en France
Après la Seconde Guerre mondiale, il vient en France. Il devient un élève de Jean Piaget à Paris.
Il est diplômé de l'Institut de psychologie de l'Université de Paris.
Il est directeur de psychologie appliquée à la Sema-Metra.
Il est président-directeur général de la SOFRES,. En 1977, Émeric Deutsch a piloté en tant que directeur de la SOFRES la première enquête par sondage sur les Juifs en France,.
Il est professeur à l'Institut de psychologie de l'Université de Paris 5, de 1965 à 1971.
Il devient ensuite professeur de psychologie sociale appliquée à la communication à l'Institut d'études politiques de Paris.

### Synagogue de la rue de Montevideo
Il est un des fondateurs de la Synagogue de la rue de Montevideo.

### Israël
Il fait son Alya en Israël.
Il décède en Israël le 6 septembre 2009.

## Publications

### Articles
- Émeric Deutsch. Les Français sont-ils antisémites? L'Arche, septembre-octobre 1979, p. 66[9].
- Émeric Deutsch. Consultation des Membres de la Société Psychanalytique de Paris. Principaux résultats. Bulletin de la Société Psychanalytique de Paris, no. 14, 1988[10]
- Émeric Deutsch.  Parler et dire. Inactuel, no. 4, 1995[10]
- Émeric Deutsch. Démarche talmudique: démarche psychanalytique. Pardès no 27, 1999[10]
- Émeric Deutsch. La haine des origines. Pardès, no. 37, 2004[10]
- Émeric Deutsch. Le droit du pauvre. Pardès. 2006/1-2 (No.40-41)[11]
- (en) Émeric Deutsch. The dream imagery of the blind. Psychanalytic Review, Vol. 15, no.3[10] (L'année indiquée est 1928, mais cela semble une erreur)

### Livres
- Émeric Deutsch, Denis Lindon et Pierre Weill. Les Familles Politiques: Aujourd'hui en France. Paris: Éditions de Minuit, 1966[12].

## Pensées
- "Le juif n'entre dans aucune catégorie classique préétablie. Il est un phénomène qui échappe à la classification, car il est un devenir en fusion avec un autre devenir: la Torah[13]."